# STS-5
是历史上第五次航天飞机任务，也是哥伦比亚号航天飞机的第五次太空飞行。

## 任务成员
- 文斯·布兰德（Vance Brand，曾执行阿波罗-联盟测试计划、以及任务），指令长
- 罗伯特·欧沃米尔（Robert F. Overmyer，曾执行以及任务），飞行员
- 约瑟夫·艾伦（Joseph P. Allen，曾执行以及任务），任务专家
- 威廉·勒诺（William B. Lenoir，曾执行任务），任务专家